# Bacca

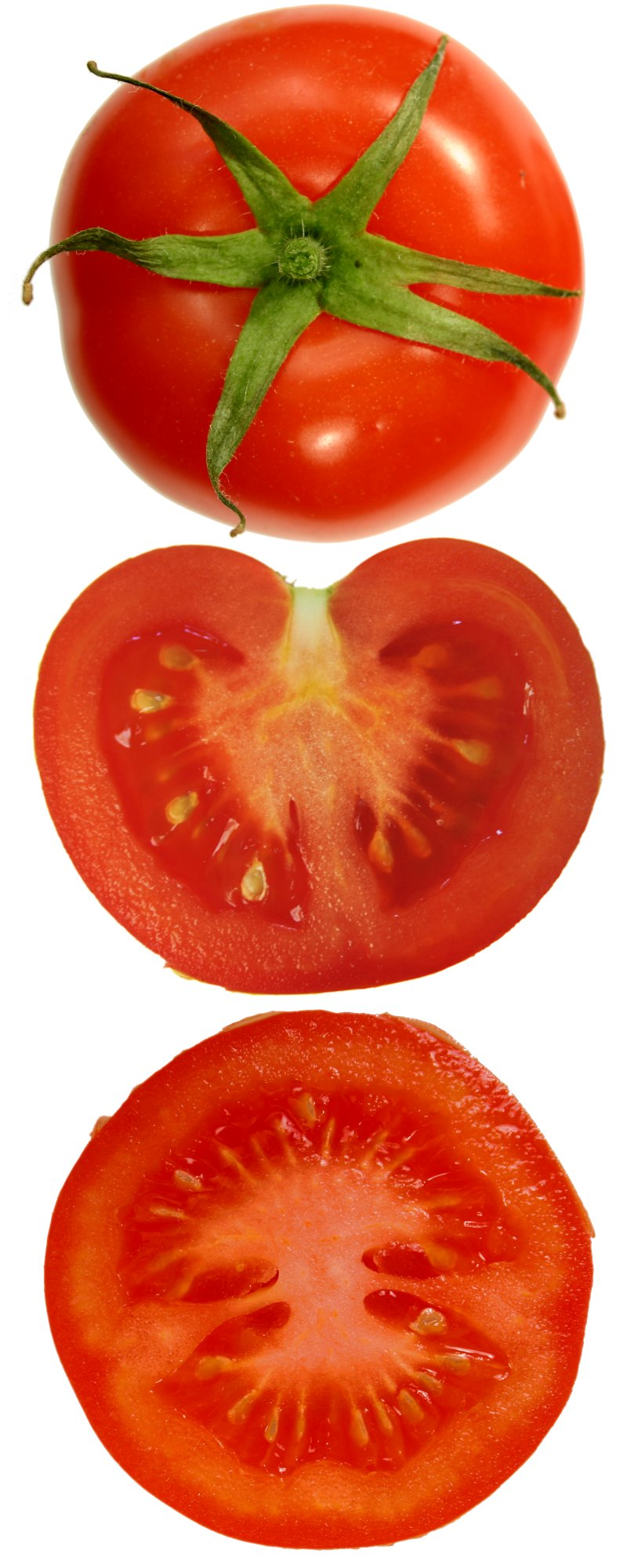
Una bacca di pomodoro, intera e in sezione longitudinale e trasversale. Sono distinguibili i semi.

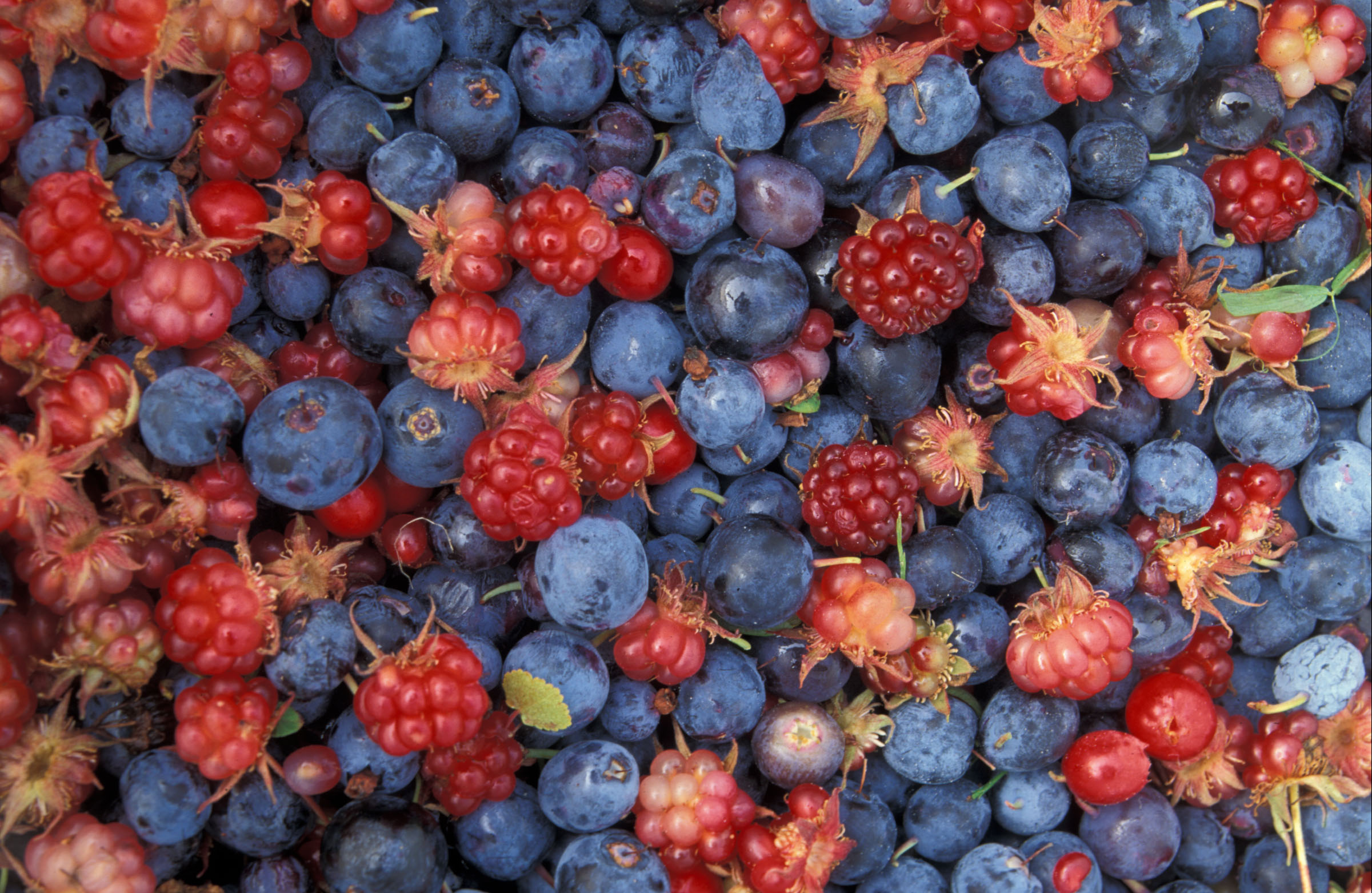
Bacche non in senso tecnico: insieme di piccoli frutti carnosi (nella foto: more, mirtilli e ribes rosso)

In botanica una bacca è un tipo di frutto carnoso in cui tutti gli strati sono di consistenza morbida e acquosa.
Le bacche si distinguono dalle drupe principalmente per via dell'assenza della componente interna legnosa. Il termine bacca è tuttavia colloquialmente utilizzato per riferirsi per estensione a qualunque tipo di frutto carnoso piccolo e tondeggiante di alberi o arbusti.
Molti frutti e ortaggi comunemente consumati sono delle bacche: pomodoro, peperone, cachi, kiwi, uva, mirtillo e ribes. Altri frutti carnosi poliacinosi comunemente indicati con il termine di "bacca", tra cui la mora del rovo o il lampone, in termini botanici sono invece definiti polidrupe, ovvero frutti aggregati (derivati da più pistilli dello stesso fiore che rimangono uniti anche nel frutto) formati da tante piccole drupe inserite sul ricettacolo convesso del fiore.

## Descrizione
La bacca deriva dalla trasformazione d'un ovario pluricarpellare sincarpico, con un numero variabile di ovuli.
I tre strati che costituiscono tutti i frutti (epicarpo, mesocarpo ed endocarpo) nella bacca sono tutti di consistenza carnosa; i semi, derivanti dalla trasformazione degli ovuli, sono immersi nell'endocarpo.

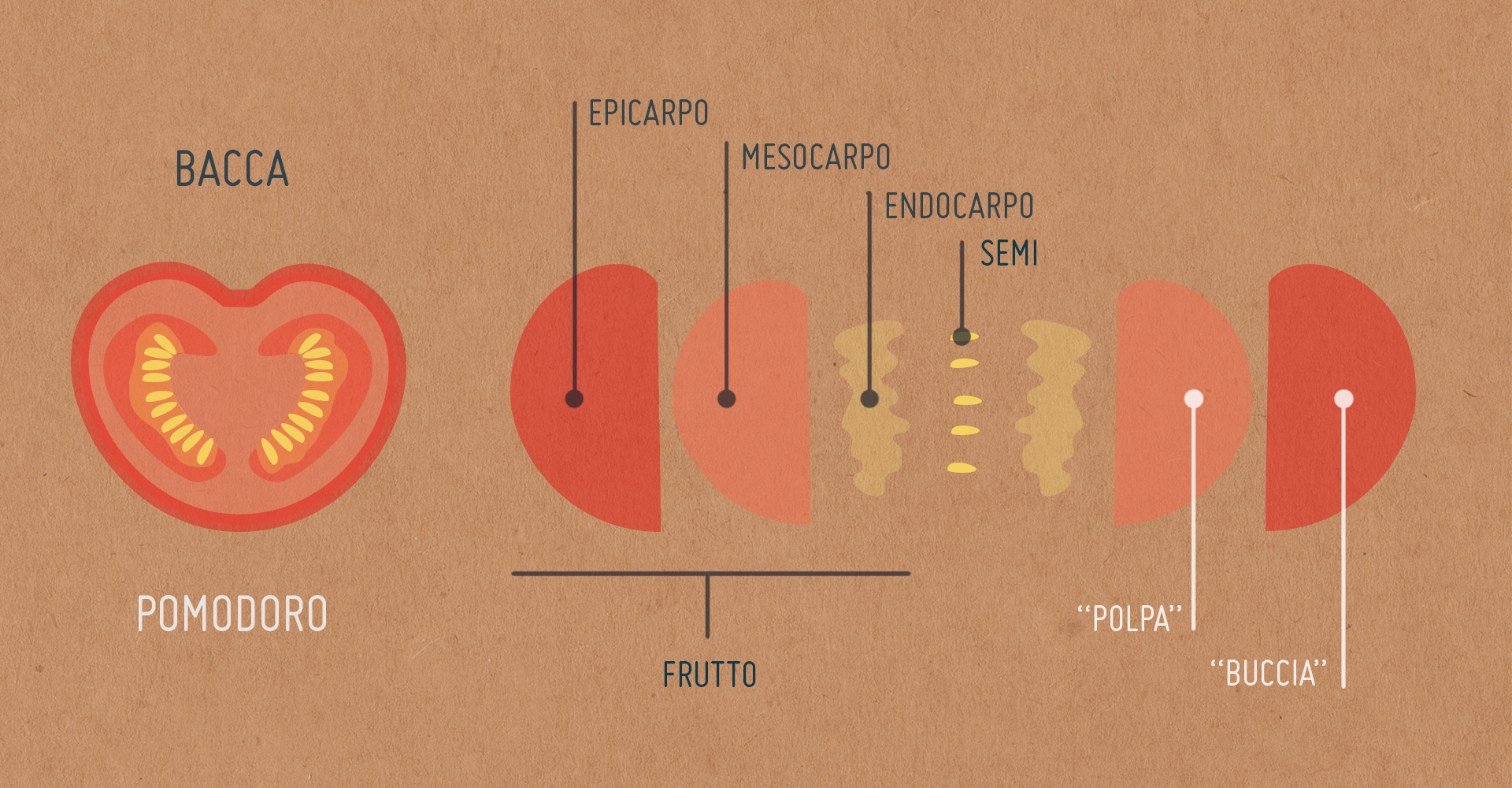

Molte bacche sono plurisperme, contengono cioè diversi semi, alcune come ad esempio il dattero, l'avocado, il pepe sono monosperme con un solo grande seme all'interno.
Gli animali sono attratti dalle vivaci colorazioni di molte bacche e dal loro buon sapore, e se ne nutrono; i semi delle bacche sopravvivono alla digestione, e sfruttano quale veicolo dispersore l'animale stesso, i semi vengono liberati nell'ambiente al momento della defecazione. Entrambi gli organismi traggono dunque vantaggio da tale modalità d'interazione: l'animale alimentandosi, la pianta propagandosi.
I seguenti frutti sono considerati delle varianti di una bacca:
- l'esperidio, tipico degli agrumi;
- il peponide  tipica delle Cucurbitaceae; sono peponidi ad esempio i cetrioli, i meloni le zucche; sono caratterizzati da un endocarpo che a maturità diventa deliquescente.
- l'alchechengi che è una bacca con calice accrescente

Nell'uso comune, il termine "bacca" viene spesso impropriamente utilizzato. Ne è un esempio il termine bacca di ginepro in cui il termine bacca viene utilizzato per indicare il galbulo del ginepro, che non è un frutto bensì la struttura di protezione dei semi in una gimnosperma (che non avendo ovario non può avere frutto).
Altre tipologie di frutti in quanto piccoli carnosi e utilizzati in cucina sono spesso indicati erroneamente come bacche.